# 刘京生
刘京生（1954年—），汉族，中华人民共和国政治人物、第十一届全国政协委员。
加入中国共产党，担任中国人民健康保险股份有限公司监事长。2008年，当选第十一届全国政协委员，代表经济界，分入第三十六组。并担任社会和法制委员会专委。